# Baptisia australis
Baptisia australis är en ärtväxtart som först beskrevs av Carl von Linné, och fick sitt nu gällande namn av Robert Brown. Baptisia australis ingår i släktet Baptisia och familjen ärtväxter.

## Underarter
Arten delas in i följande underarter:
- B. a. australis
- B. a. minor

## Bildgalleri

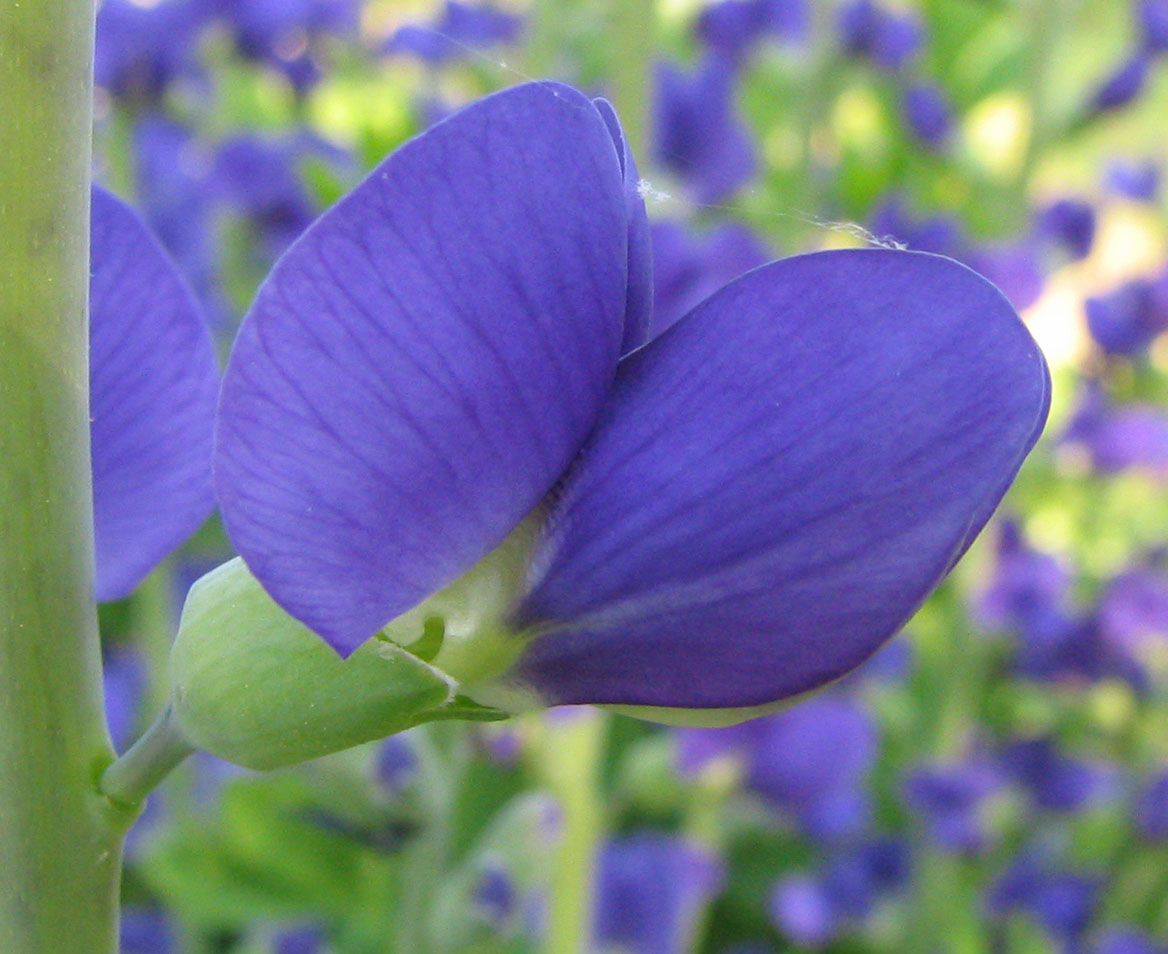
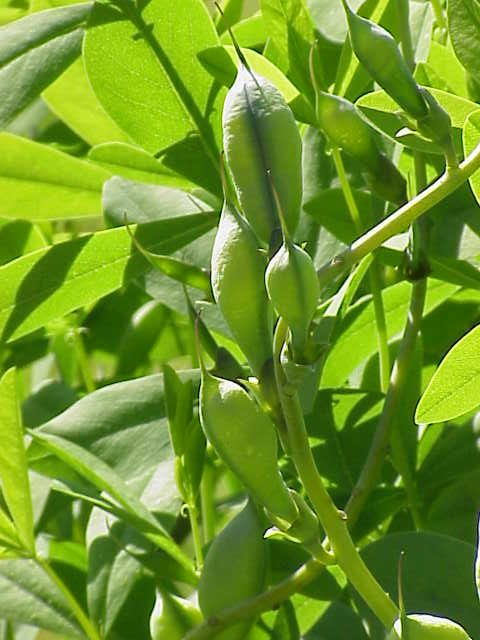
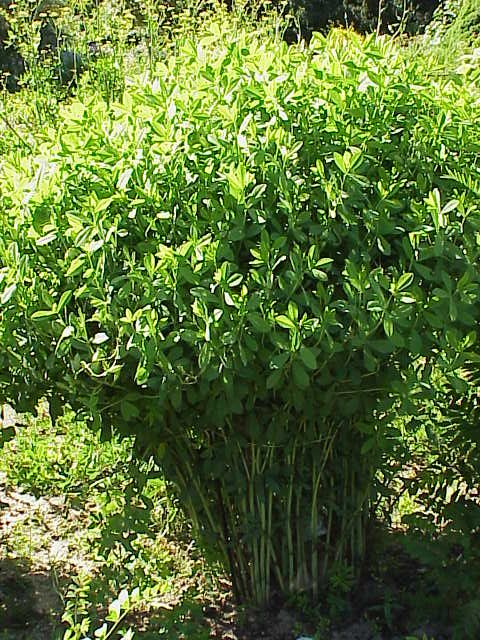
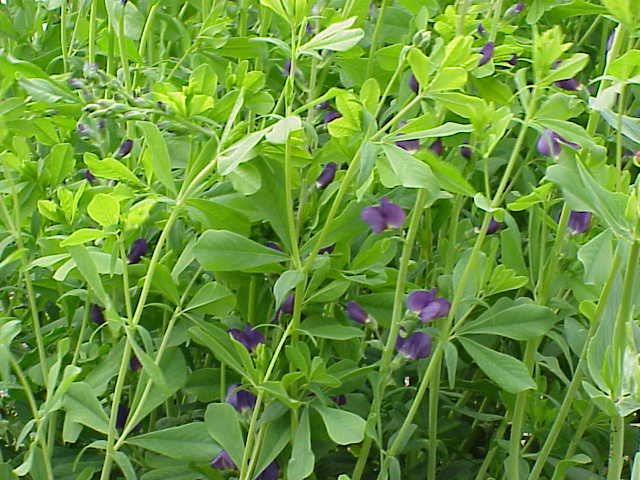
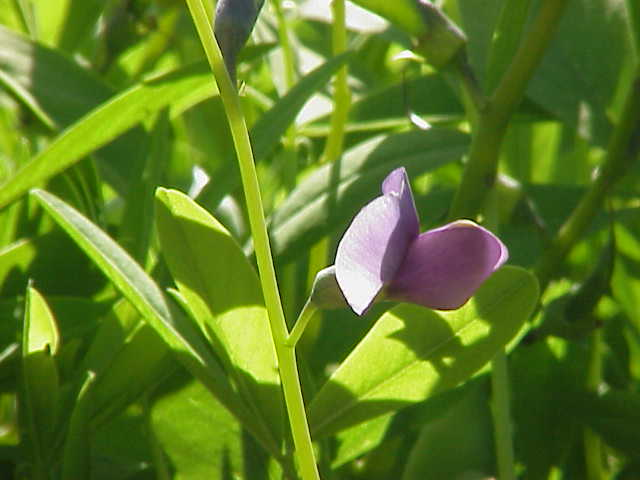
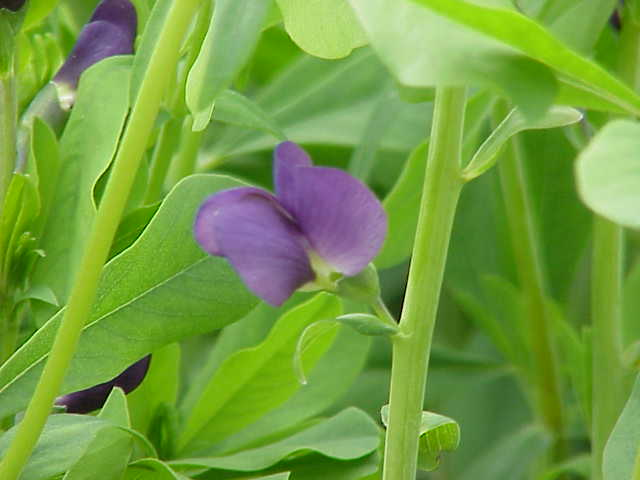